# Michael Bates (Komponist)
Michael Bates ist ein kanadischer Kontrabassist und Komponist.
Bates studierte beim Ersten Bassisten des Tokyo Symphony Orchestra, Yoshio Nagashima, an der University of Toronto bei Don Thompson und Dave Young und in New York bei Mark Helias und Tony Falanga. Er komponierte mehr als 200 Werke u. a. für Kammerensemble, Streichquartett und für Kontrabass solo. 
Neben mehreren eigenen Alben mit seinem Quartett Outside Sources  (mit Quinsin Nachoff, Russ Johnson und Jeff Davis) spielte Bates zahlreiche Alben als Sideman ein. Gemeinsam mit Samuel Blaser unterhält er zudem ein Quintett mit Michael Blake, Russ Lossing und Jeff Davis, das die Alben One from None (2013) und Book Nine (2024) vorlegte.
Bates unternahm Tourneen durch Europa, Asien, die USA und Kanada und arbeitete mit Musikern wie Chris Speed, Matt Moran, Michael Blake, Gerald Cleaver, Dan Weiss, Ziv Ravitz, George Garzone, John Stetch, Michael Attias, Michael Sarin und dem François Houle Genera Sextet (In Memoriam, 2023) zusammen.

## Diskographische Hinweise
- Outside Sources, 2003
- A Fine Balance, 2006
- Clockwise, 2008
- Acrobat: Music for, and by, Dmitri Shostakovich, 2011
- Michael Bates’ Acrobat / Lutosławski Quartet: Metamorphoses: Variations on Lutosławski (Anaklasis 2023)
- Michael Bates/Samuel Blaser Quintet: Book Nine (2024)